# 楯岡城
楯岡城（たておかじょう）は、山形県村山市楯岡楯にあった日本の城（中世の山城跡）。

## 歴史・沿革
- 承元2年（1208年）、前森氏の築城とされる。
- 弘長元年（1261年）に本城氏が入り、応永十三年（1406年）に最上満直の四男、楯岡満国が入った。のちに最上義光の弟楯岡光直が城主となるが、光直は義光の死後最上家家臣と跡目相続で対立し、それが原因で元和8年（1622年）に最上氏は改易となり、楯岡城も廃城となった。
- 現在は、一部が東沢公園として整備され、ハイキングコースとなっている。

## 歴代城主（現地説明看板による）
- 前森氏
- 初代　今嶺守
- 二代　泰嶽守
- 三代　泰院守
- 四代　下綱守

- 本城氏
- 初代　関山守
- 二代　涼山守
- 三代　泰国守
- 四代　風国守
- 五代　安国守

- 最上氏（楯岡氏）
- 初代　伊予守満国
- 二代　河内守満正
- 三代　和泉守満次
- 四代　豊後守満春
- 五代　長門守満康
- 六代　因幡守満英
- 七代　豊前守満茂

- 勤番　中山玄蕃（長崎城主）
- 勤番　山野辺右ェ門義忠（山野辺城主）
- 勤番　鮭延越前守愛綱（真室（鮭延）城主）

- 初代　多田甲斐守光直
- 二代　多田甲斐守義賢

## 構造
根小屋式山城である。
山城部分は、東西400メートル、南北200メートルに及ぶ西楯山と、東西200メートル、南北150メートルの中楯山からなり、周囲を断崖絶壁で囲まれた要害である。
根小屋となる城主居館は山の南側、現在村山市立楯岡小学校がある地域にあったらしい。

## 考古資料

### 遺構
山の頂上部とその周辺に郭が存在し、南側斜面に石垣が残っている。